# Redmond Watt
Sir Charles Redmond Watt, KCB, KCVO (* 1950) ist ein ehemaliger britischer Offizier der British Army, der unter anderem als General zwischen 2006 und 2008 Oberkommandierender des Landkommandos (Commander-in-Chief, Land Command) war und seit 2011 Gouverneur des Royal Hospital Chelsea ist.

## Leben
Charles Redmond Watt begann nach dem Besuch des renommierten Eton College ein Studium am Christ Church der University of Oxford. 1972 trat er als Leutnant (Second Lieutenant) in das Gardegrenadierregiment Welsh Guards ein. Nach verschiedenen Verwendungen als Offizier war er 1982 Absolvent des Staff College Camberley und besuchte nach darauf folgenden Funktionen als Stabsoffizier den Höheren Kommando- und Stabslehrgang (Higher Command and Staff Course) des Royal College of Defence Studies (RCDS) in London. Er wurde am 30. Juni 1988 zum Oberstleutnant (Lieutenant-Colonel) befördert und fungierte zwischen März 1990 und Juni 1992 als Kommandeur des 1. Bataillons der Welsh Guards.
Nach weiteren Verwendungen wurde Watt am 30. Juni 1993 zum Brigadegeneral (Brigadier) befördert und war zwischen April 1994 und Dezember 1995 Kommandeur der 3. Infanteriebrigade (3rd Infantry Brigade). Nachdem er zwischen Mai 1996 und Januar 1997 stellvertretender Kommandant des Staff College Camberley war, fungierte er von Januar 1997 bis Oktober 1998 als Assistierender Kommandant für die Landstreitkräfte der Gemeinsamen Kommando- und Stabshochschule der Streitkräfte JSCSC (Assistant Commandant (Land), Joint Services Command and Staff College), die aus einem Zusammenschluss des Royal Naval College Greenwich, Staff College Camberley, Royal Air Force Staff College Bracknell und des Joint Service Defence College in Greenwich neu entstanden war. 
Nach seiner Beförderung zum Generalmajor (Major-General) am 17. August 1998 löste Redmond Watt Generalmajor John Kiszely als Kommandeur der 1. Panzerdivision (General Officer Commanding, 1st Armoured Division) ab und verblieb auf diesem Posten bis zu seiner Ablösung durch Generalmajor Robin Brims im November 2000. Während dieser Zeit war er als Nachfolger von Generalmajor Cedric Delves von August 1999 bis zu seiner Ablösung durch Generalmajor Freddie Viggers im März 1999 zugleich auch Kommandeur der zu den Stabilisierungskräften SFOR (Stabilisation Force) in Bosnien und Herzegowina gehörenden Multinationalen Division Süd-West (Multi-National Division (South-West)). Im Anschluss löste er im Dezember 2000 Generalmajor Sir Evelyn Webb-Carter als Kommandeur des Militärbezirks London (General Officer Commanding, London District) ab und bekleidete diesen Kommandeursposten bis Oktober 2003, woraufhin Generalmajor Sir Sebastian Roberts seine Nachfolge antrat.
Watt selbst wiederum wurde als Generalleutnant (Lieutenant-General) bereits im September 2000 Kommandeur des Feldheeres (Commander, United Kingdom Field Army) und löste in dieser Funktion abermals Generalleutnant Sir Cedric Delves ab. Er verblieb in diesem Amt bis März 2005, woraufhin erneut Generalleutnant Robin Brims seine Nachfolge antrat. Neben diesen Funktionen war er zwischen Januar 2000 und November 2005 auch Colonel Commandant der Welsh Guards. Am 23. Oktober 2003 wurde er zum Knight Commander des Royal Victorian Order (KCVO) geschlagen und führte seither den Namenszusatz „Sir“. Im April 2005 löste er Generalleutnant Sir Philip Trousdell als Kommandeur des Militärbezirks Nordirland (General Officer Commanding, Northern Ireland District) und bekleidete diesen Posten bis zu seiner Ablösung durch Generalleutnant Nick Parker im Juli 2006.
Zuletzt wurde Sir Redmond Watt zum General befördert und übernahm im August 2006 von General Sir Richard Dannatt die Funktion als Oberkommandierender des Landkommandos (Commander-in-Chief, Land Command). Er hatte diese bis zu seinem Eintritt in den Ruhestand im Februar 2008 inne, woraufhin General Sir David J. Richards den daraus entstandenen neuen Posten des Oberkommandierenden der Landstreitkräfte (Commander-in-Chief, Land Forces) übernahm. Am 29. Dezember 2007 wurde er ferner zum Knight Commander des militärischen Zweiges des Order of the Bath (KCB) geschlagen. Seit 2011 ist er als Nachfolger von Michael Walker, Baron Walker of Aldringham Gouverneur des Royal Hospital Chelsea, ein Altersheim für ausgediente und kriegsinvalide Soldaten der British Army in London.